# 巴利拉克-莫米松
巴利拉克-莫米松（法語：Baliracq-Maumusson，法語發音：[baliʁak momysɔ̃]）是法国大西洋比利牛斯省的一个市镇，属于波城区。该市镇于1828年由原市镇巴利拉克（Baliracq）与莫米松（Maumusson）合并而成。

## 地理
巴利拉克-莫米松（43°32'45"N, 0°15'18"W）面积6.06 平方千米，位于法国新阿基坦大区大西洋比利牛斯省，该省份为法国东南部省份，涵盖了贝阿恩与北巴斯克，西临大西洋比斯開灣，北至朗德省，东北接热尔省，东临上比利牛斯省，南与西班牙接壤。
与巴利拉克-莫米松接壤的市镇（或旧市镇、城区）包括：卡斯泰特皮贡、加尔兰、马斯卡拉斯-阿龙、塔龙-萨迪拉克-维耶勒纳沃。
巴利拉克-莫米松的时区为UTC+01:00、UTC+02:00（夏令时）。

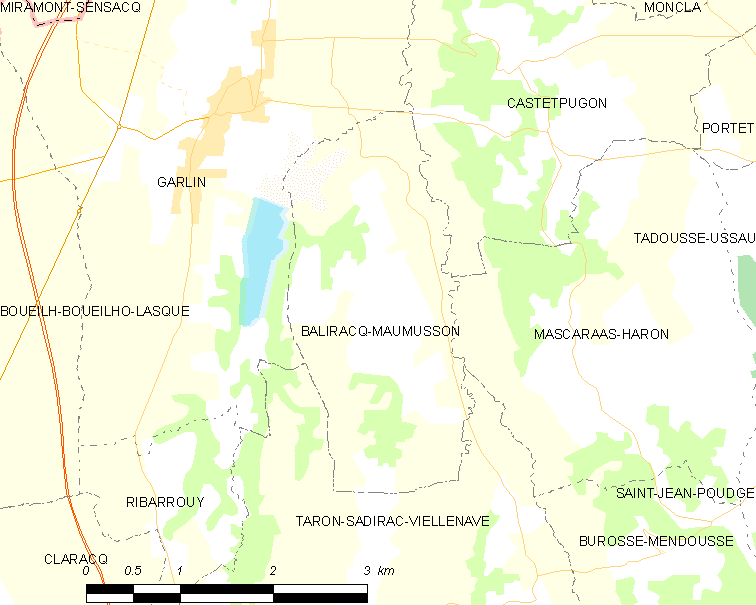
巴利拉克-莫米松的OSM定位图

## 行政
巴利拉克-莫米松的邮政编码为64330，INSEE市镇编码为64090。

## 政治
巴利拉克-莫米松所属的省级选区为吕伊河土地和维克比伊山坡县。

## 人口

1962-2008年间巴利拉克-莫米松人口变化图示

巴利拉克-莫米松于2022年1月1日时的人口数量为117人。